# Maciej Chaczykowski
Maciej Chaczykowski – polski inżynier, doktor habilitowany nauk technicznych. Specjalizuje się w inżynierii gazownictwa. Profesor nadzwyczajny na Wydziale Instalacji Budowlanych, Hydrotechniki i Inżynierii Politechniki Warszawskiej.

## Życiorys
Studia inżynierskie ukończył na Politechnice Warszawskiej w 1997. Doktoryzował się w 2001 na podstawie pracy pt. Modelowanie pęknięcia gazociągu przy założeniu nieizotermiczności przepływu gazu (promotorem pracy był prof. Andrzej Osiadacz). Habilitował się w 2012 na podstawie oceny dorobku naukowego i rozprawy Procesy cieplne w stacji przetłocznej zwiększające efektywność transportu gazu. Pracuje jako profesor nadzwyczajny w Zakładzie Systemów Ciepłowniczych i Gazowniczych Wydziału Instalacji Budowlanych, Hydrotechniki i Inżynierii Politechniki Warszawskiej. Wykłada też jako profesor nadzwyczajny na Wydziale Inżynierii i Ekonomii Państwowej Wyższej Szkoły Zawodowej w Ciechanowie. W latach 2002–2006 pełnił funkcję zastępcy redaktora naczelnego kwartalnika techniczno-informacyjnego "Nowoczesne Gazownictwo".
Prowadzi zajęcia z gazownictwa, dynamiki gazów, metrologii technicznej oraz termodynamiki. W pracy badawczej zajmuje się takimi zagadnieniami jak: metody obliczeniowe sieci płynowych, modele przepływu w rurociągach, termodynamika techniczna oraz efektywność energetyczna.
Współautor podręcznika pt. Stacje gazowe. Teoria, projektowanie, eksploatacja (wraz z A. Osiadaczem, Warszawa, Fluid Systems 2010, ISBN 978-83-912343-1-0). Swoje artykuły publikował w czasopismach naukowych i fachowych, m.in. w "Ciepłownictwie, Ogrzewnictwie, Wentylacji", "Nowoczesnym Gazownictwie" oraz "Archives of Thermodynamics".
Poza macierzystą uczelnią pracuje także jako dyrektor ds. technicznych w spółce Fluid Systems.